# Ferdinand Neuling
Ferdinand Neuling (n. 22 august 1885, Bautzen, Regatul Saxoniei, Germania – d. 2 februarie 1960, Hildesheim, Germania) a fost un general german din Armata de Uscat (Heer) a Wehrmachtului, care a îndeplinit funcții de comandă în timpul celui de-al Doilea Război Mondial. În septembrie 1939 trupele germane aflate sub comanda sa au ocupat partea poloneză a Sileziei Superioare și orașele Katowice, Mikołów și Chorzów, săvârșind numeroase crime de război împotriva luptătorilor din rezistență și a civililor polonezi.

## Biografie
S-a înrolat pe 25 martie 1905 ca Fahnenjunker în Armata Imperială Germană, fiind repartizat în Regimentul 139 Infanterie. Un an mai târziu a fost avansat locotenent. A luptat ca ofițer în Primul Război Mondial și a fost decorat cu Crucea de Fier cl. II și cl. I. După război a continuat să slujească în Reichswehr ca ofițer de stat major în Heereswaffenamt (WaA) și în Ministerul Apărării. În 1929 a fost avansat la gradul de maior și în 1933 la gradul de locotenent-colonel. În același an, el a preluat comanda Regimentului 23 Infanterie.
La 1 ianuarie 1939 a fost avansat general-maior, iar trei luni mai târziu a preluat conducerea unității Landwehr din Oppeln. În ajunul celui de-al Doilea Război Mondial a primit sarcina de a organiza Divizia 239 Infanterie, folosind militarii din Landwehr. Forța combativă a diviziei a fost considerată foarte scăzută, iar divizia a fost programată să fie utilizată ca unitate militară de rezervă a Armatei a 8-a. La 2 septembrie 1939 divizia sa a trecut granița germano-poloneză pe la Gierałtowice. Trupele diviziei s-au îndreptat către Ornontowice și apoi spre Mikołów. La 3 septembrie, după retragerea Armatei Poloneze din Silezia Superioară, Neuling a intrat în Mikołów. O zi mai târziu, el a capturat orașul Katowice, unde a fost întâmpinat călduros de etnicii germani și a fost atacat cu înverșunare de polonezi. Trei zile mai târziu, militarii diviziei au incendiat sinagoga din Katowice. După ce a ocupat Silezia Superioară, Neuling s-a îndreptat spre est. În octombrie 1939 militarii diviziei au păzit frontiera germano-sovietică care a fost stabilită pe râul Bug după ocuparea Poloniei.
În vara anului 1940 Divizia 239 Infanterie a fost transferată pe Frontul de Vest ca unitate de rezervă a Armatei a 7-a, participând la acțiunile militare ofensive împotriva Franței. În iunie 1940 trupele Diviziei 239 Infanterie au traversat Rinul la Neu-Breisach, au luat cu asalt Linia Maginot și au capturat orașele Colmar și Strasbourg. După încheierea luptelor, Divizia 239 Infanterie s-a întors în Germania, iar Neuling a fost avansat la 1 decembrie 1940 la gradul de general-locotenent.
În mai 1941 divizia a fost transferată pe teritoriul românesc al Bucovinei, unde a pregătit, împreună cu trupele românești, atacul asupra Uniunii Sovietice. Trupele germane au traversat Prutul pe la Ștefănești, au eliberat Basarabia și au pătruns în Ucraina, apoi au mărșăluit către est prin Balta și Voznesensk până la Kremenciuk, au participat la luptele pentru ocuparea Kievului din septembrie 1941 și au ajuns până la Harkov. Generalul Neuling a fost decorat pe 19 septembrie 1941 cu Ordinul „Mihai Viteazul” cl. III-a „pentru destoinicia, devotamentul și bravura personală de care au dat dovadă în luptele contra bolșevicilor în colaborare cu trupele române”. Divizia 239 Infanterie a fost dizolvată în ianuarie 1942, iar generalul Neuling a fost trecut în rezerva de comandanți a Wehrmachtului.
Generalul Neuling a fost numit la 15 septembrie 1942 în funcția de comandant al Corpului de Rezervă LXII, care abia fusese format și a fost detașat în Polonia (septembrie 1942 - martie 1944) și apoi în sudul Franței (martie - august 1944). A fost înaintat la 1 octombrie 1942 la gradul de general de infanterie. Corpul LXII Rezervă a fost transformat la 5 august 1944 în Corpul LXII Armată cu cartierul de comandă în Le Bourg. Corpul LXII Armată a fost zdrobit la 18 august 1944 în zona Marsilia de unitățile avansate ale Armatei Americane și a fost dizolvat oficial la 2 noiembrie 1944. Neuling a fost luat prizonier de război și transferat în lagărul de prizonieri din Clinton, Mississippi.
S-a întors în Germania în 1947 și a murit la Hildesheim în 1960. El nu a fost trimis niciodată în judecată pentru crimele comise în timpul războiului.

## Decorații
- Crucea de Fier (1914)
  - Clasa a II-a
  - Clasa I
- Crucea de Cavaler al Ordinul Militar al Sf. Henry
- Crucea de onoare a Războiului Mondial din 1914/1918
- Crucea de Fier (1939)
  - Clasa a II-a
  - Clasa I
- Ordinul Militar „Mihai Viteazul” cl. III-a (19 septembrie 1941)[1]
- Crucea Germană de aur (19 decembrie 1941)
- Crucea de Cavaler al Crucii de Fier (28 februarie 1942) ca Generalleutnant și comandant al Diviziei 239 Infanterie[2]